# Ferme de Montjouvent
La ferme de Montjouvent ou de Montjovent est une ferme située à Saint-Étienne-sur-Reyssouze, en France.

## Localisation
La ferme est située dans le département français de l'Ain, sur la commune de Saint-Étienne-sur-Reyssouze, non loin du croisement entre les routes départementales 1 et 26. Elle est isolée, au bord d'un chemin.

## Description
C'est une ferme à cheminée sarrasine, avec un toit à tuiles canal. Son domaine est constitué de cinq bâtiments, au milieu desquels se trouve une cour avec un puits.

## Historique
La ferme est datée de 1654. Elle est inscrite au titre des monuments historiques le 30 avril 1925.